# Heinz Pollischansky
Heinz Josef Pollischansky (* 21. Juli 1937 in Wien; † 21. September 1991 in Wien) war ein österreichischer Verleger und Gründer des gleichnamigen Verlages.
Er hatte zwei Kinder, Eveline Fischer-Pollischansky und Heinz Paul Pollischansky. In den 1970er Jahren begann er mit der Veröffentlichung von Comics und war zu der Zeit der einzige Comic-Verleger in Österreich. Bemerkenswert war seine Gesamtausgabe von Prinz Eisenherz, welche er als erster deutschsprachiger Verleger realisierte.
Der Verlag wird von seiner Tochter weitergeführt und ist heute auf philatelistische Literatur spezialisiert.